# Xebka

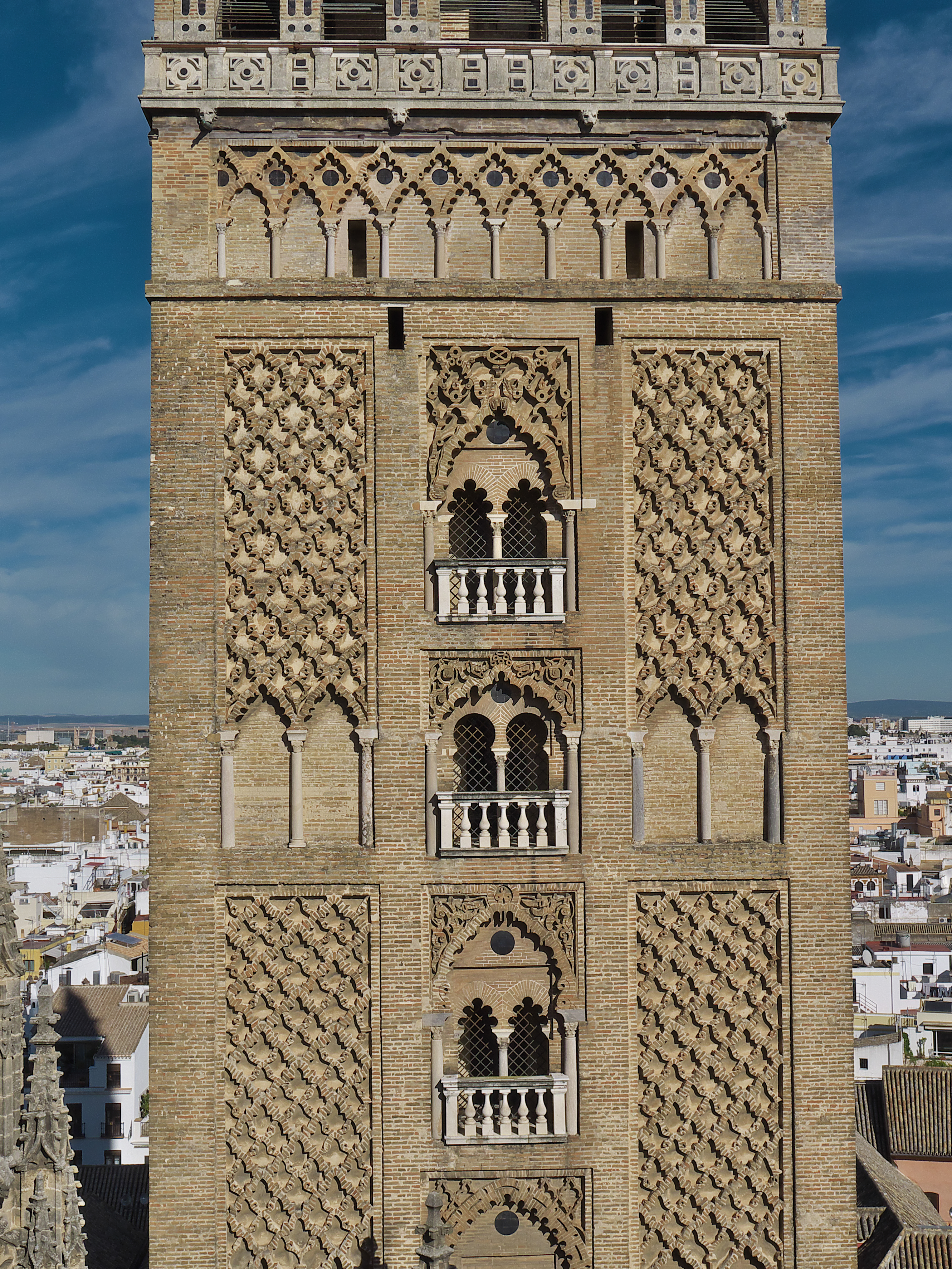
Detall de xebka en la Giralda de Sevilla

La xebka (de l'àrab shabaka, شبكة, que significa 'xarxa'), en arquitectura és un element decoratiu amb forma de reticle oblic, a manera d'entrellaçat geomètric romboïdal, que cobreix murs, arcs, parets, sòcols, o altres paraments, típic de l'art islàmic de l'Al-Àndalus i el Marroc. Normalment és fet de peces ceràmiques, amb formes lobulades o mixtilínies, o bé amb rajola.
Els primeres evidències de la tècnica de sebka es troben en elements arquitectònics del Marroc i de l'Al-Àndalus durant l'Imperi almohade dels segles XII i XIII, tot i que alguns autors, com George Marçais, creuen que aquest motiu s'originà dels arcs entrellaçats de l'ampliació de la Mesquita de Còrdova realitzada pel califa al-Hàkam II (r. 961-975). Aquesta tècnica continuà expandint-se com a recurs decoratiu en els edificis de la dinastia marínida i del Regne nassarita de Granada fins a convertir-se en un dels ornaments més comuns de l'arquitectura islàmica occidental, sovint combinada amb arabescos. També va influenciar els regnes cristians de la península Ibèrica en l'art mudèjar.
Es poden veure en la Giralda almohade de Sevilla, o en l'Alhambra de Granada.

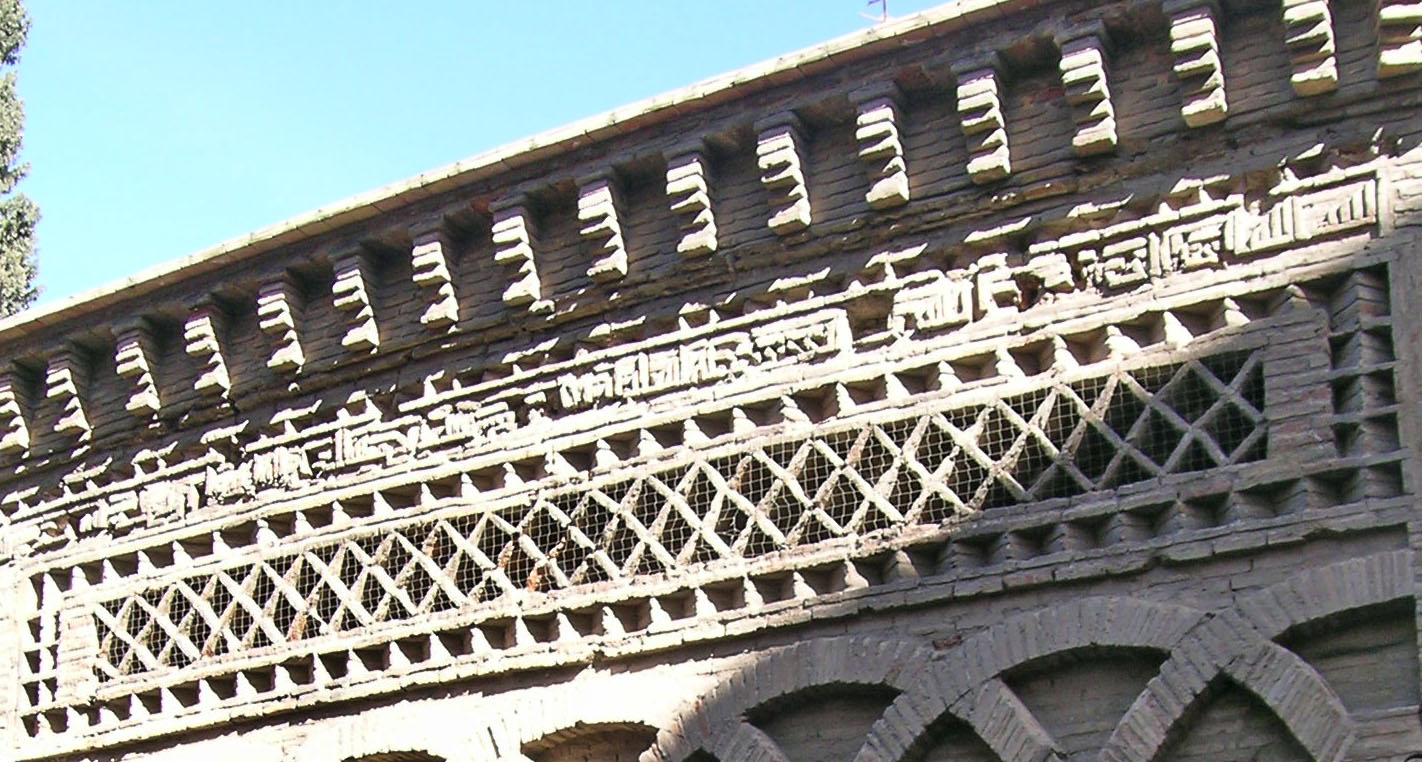
Detall de la decoració de xebka primitiva al fris de la portada de la Mesquita Bab al-Mardum de Toledo.

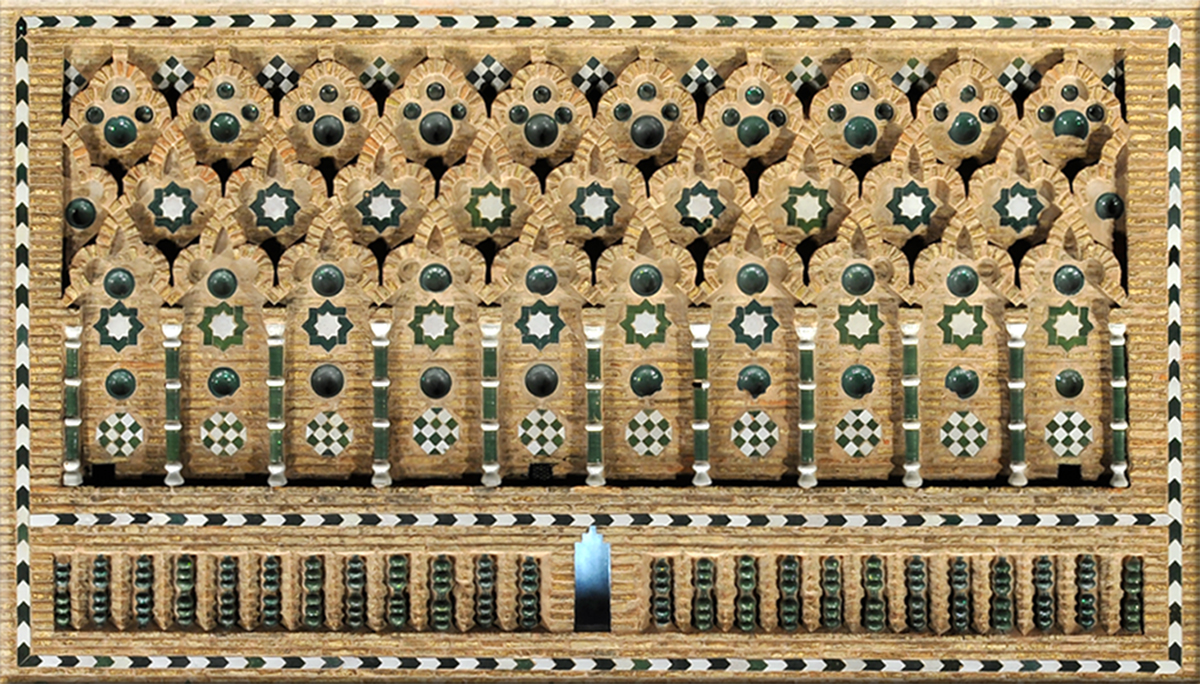
Xebka de la torre mudèjar d'El Salvador de Terol